# Первомайский (Чувашия)
Первома́йский (чув. Первомайски) — посёлок Алатырского района Чувашской Республики. Административный центр Первомайского сельского поселения.

## Географическое положение
Посёлок расположен в 33 км к востоку от районного центра, Алатыря. Ближайшая железнодорожная станция Алтышево на расстоянии 24 км. Через посёлок проходит автодорога Алатырь — Батырево.

## История
Посёлок образовался на основе исправительно-трудовой колонии («почтовый ящик 34/1»). Колония была образована в 1928—1930 гг. на 24-м километре Люльско-Сурской железнодорожной ветки. Колония специализировалась на лесозаготовке, лесопилении, погрузке леса изготовлении продукции из дерева (мебели тарной дощечки, деревянных ложек, мочальных канатов). 
В 1949 году был организован Первомайский леспромхоз. Официальная дата утверждения посёлка как населённого пункта — 22 сентября 1955 года. Посёлок стал быстро расти при ликвидации окрестных мелких посёлков лесозаготовителей, признанных неперспективными. 
В 1954 году была открыта начальная школа, в 1963 году — участковая больница, в 1967 году — средняя школа. 
Колония просуществовала до 1964 года. В 1965 году на основе учебно-опытного леспромхоза и материальной базы предприятия колонии организован Первомайский лесокомбинат. 
Максимум населения посёлка пришёлся на 1970-е годы, когда оно достигло 2500 человек. Лесозаготовка пострадала после лесных пожаров 1972 года, а в 1978 году лесокомбинат был объединён с Алатырским (с центром в посёлке Алтышево), в Первомайском остался лишь лесозаготовительный участок. В 1990 году самостоятельный Первомайский лесокомбинат был восстановлен. В 1994 году также организован Первомайский лесхоз. 
В 1994 году открыта подстанция скорой медицинской помощи в посёлке. 
В 2007 году построено новое здание школы.

### Административная принадлежность
Посёлок находился в составе Алатырского района с 1955 по 1962 год, с момента образования был центром Первомайского поселкового совета. В 1962—1965 годах Первомайский поселковый совет находился под управлением Алатырского горсовета. В 1965 году вновь передан в Алатырский район. В 2004 году поссовет преобразован в Первомайское сельское поселение.

## Население
| 2010 | 2012 |
| ---- | ---- |
| 636  | ↗847 |

Число дворов и жителей:
- 1979 год — 720 мужчин, 838 женщин.
- 2002 год — 378 дворов, 865 человек: 429 мужчин, 436 женщин.
- 2010 год — 264 частных домохозяйства, 636 человек: 317 мужчин, 319 женщин[2].

По национальному составу население Первомайского сельского поселения: чуваши — 53 %, русские — 32 %, татары — 11 %, мордва — 3 %, марийцы, украинцы и другие — 1 %.

## Современное состояние
В посёлке действуют: Первомайский лесхоз, ООО «Первомайский лесокомбинат», средняя общеобразовательная школа, фельдшерско-акушерский пункт, библиотека, детский сад, отделение связи.

## Уроженцы посёлка
Художник Валерий Бобков о месте своего рождения — посёлке Первомайский: «Удивительно, но живя в Алатыре, совсем рядом от Первомайки, я ни разу там не был. <...> Уже когда я баллотировался в депутаты, в 2006 году, поехал на встречу. Вся атмосфера серого здания Первомайской школы, где жили офицеры с семьями ужасно давила на меня. Стало плохо — поднялось давление… Вторая встреча с жителями была на окраине, в поселковом совете. Я вдруг почувствовал неприятие и отторжение этих людей. Ничего подобного прежде я не чувствовал. Они говорили о сложившихся проблемах в посёлке после закрытия лесхоза, о безработице. А я не чувствовал к ним сострадания, участия. Перед глазами были те страдания, которые пришлось претерпеть маме».